# 8783 Gopasyuk
8783 Gopasyuk è un asteroide della fascia principale. Scoperto nel 1977, presenta un'orbita caratterizzata da un semiasse maggiore pari a 2,2939516 UA e da un'eccentricità di 0,1513712, inclinata di 5,19776° rispetto all'eclittica.